# Vaste wisselkoers
Een vaste wisselkoers is een wisselkoerssysteem, waarin de waarde van een valuta is afgestemd op de waarde van een andere valuta of een mandje van andere valuta's, of aan een andere waardemaat, zoals goud. Dit maakt handel tussen twee landen waar deze valuta gelden, eenvoudiger en voorspelbaarder. Het systeem wordt vooral in kleine economieën waardevol geacht, naarmate het buitenlandse handelsverkeer een belangrijker percentage van het BNP uitmaakt. Het kan helpen om inflatie tegen te gaan, maar het kan ook een zwak monetair beleid aanwakkeren.